# Avenue de la Tunisie
L'avenue de la Tunisie est une voie du parc Montsouris, dans le 14e arrondissement de Paris, en France.

## Situation et accès
L'avenue de la Tunisie est une voie située dans le 14e arrondissement de Paris. Elle débute à l'entrée du parc située rue Émile-Deutsch-de-La-Meurthe et se termine au pont qui franchit la ligne de Sceaux.

## Origine du nom
Elle porte le nom de la Tunisie. 

## Historique
Cette avenue, qui fait partie du parc de Montsouris, était précédemment dénommée « allée de la Mire » et a pris sa dénomination actuelle par arrêté municipal du 26 novembre 1984, en retranchement de cette dernière.

## Bâtiments remarquables et lieux de mémoire
- Le parc Montsouris